# Komarna
Komarna – wieś w Chorwacji, w żupanii dubrownicko-neretwiańskiej, w gminie Slivno. W 2011 roku liczyła 167 mieszkańców.